# Jung Eun-Jung
Jung Eun-Jung (4 de marzo de 1989) es una deportista surcoreana que compitió en judo. Ganó una medalla en los Juegos Asiáticos de 2014 en la categoría de –52 kg.

## Palmarés internacional
| Juegos Asiáticos | Juegos Asiáticos        | Juegos Asiáticos  | Juegos Asiáticos |
| Año              | Lugar                   | Medalla           | Categoría        |
| ---------------- | ----------------------- | ----------------- | ---------------- |
| 2014             | Incheon (Corea del Sur) | Medalla de bronce | –52 kg           |